# 史丹利虾屬
史丹利蝦屬，又音譯為斯坦利蝦屬，屬於節肢動物門、恐蝦綱、放射齒目、赫德蝦科底下的屬。其底下有兩個物種，耙肢史丹利蝦和清江史丹利蝦。該屬分布在美國、加拿大和中國，生存年代跨越寒武紀第三期至乌溜期。其是第一個發現具有三眼的奇蝦，並有結構複雜的耙狀前附肢。

## 命名
史丹利蝦的屬名「Stanleycaris」，「Stanley」是源自史丹利冰河（Stanley Glacier），因為該冰河靠近標本的發現地；「caris」是拉丁語，意思為螃蟹，是恐蝦綱的常用的學名字尾。耙肢史丹利蝦的种小名「hirpex」，意思是耙，因為它们前附肢的背刺与耙子类似，因此译为“耙肢”。清江史丹利蝦的种小名「qingjiangensis」以清江命名的，因其化石在清江發現。

### 歷史
史丹利蝦屬由吉恩-貝爾納·卡隆（Jean-Bernard Caron）等人於2010年發表，他們在線上補充資料裡的原始描述不符合《國際動物命名規約》（International Code of Zoological Nomenclature，縮寫為ICZN）的標準，因為ICZN僅接受2011年或之後發布的線上描述。直到2018年，艾莉森·C·戴利（Allison C. Daley）、史蒂芬·帕茨（Stephen Pates）和哈維爾·奧爾特加-赫南德茲（Javier Ortega-Hernández）三人再一次於線上描述，才將此名化做為實質的學名，因此其在過去都是疑難名。

## 發現

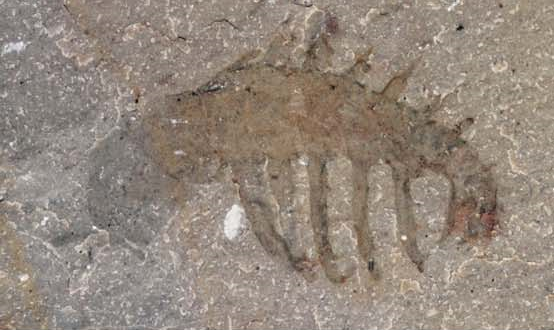
圖中是史丹利蝦的前附肢化石

耙肢史丹利蝦的化石標本於加拿大英屬哥倫比亞加拿大洛磯山脈南方庫特尼國家公園裡的史丹利冰河往東南方大約40公里的＂薄＂史蒂芬地層（"thin" Stephen Formation）。最初在＂薄＂史蒂芬地層發現了37個標本，其中15個保存了單一前附肢、11個保存一對前附肢和11個有前附肢與其它結構（例如：身體、口錐）的標本。其正模標本是編號ROM 59944的標本，副模標本則為ROM 59975~ROM 59977。2021年，吉恩-貝爾納·卡隆和約瑟夫·莫伊休克（Joseph Moysiuk）在拖昆溪（Tokumm Creek）的北邊也發現了此物種化石。2022年，卡隆和莫伊休克發表在＂厚＂史蒂芬地層（"thick" Stephen Formation）裡的柯林斯採石場（Collins Quarry）發現了史無前例的268個新標本，這些標本從1980年代開始收集至2010年。這些被發現的標本被存放在加拿大安大略省多倫多市的皇家安大略博物館（Royal Ontario Museum）。
還有來自美國猶他州的惠勒頁岩（Wheeler Shale）所出產的化石，編號為KUMIP 153923，目前將此歸類為史丹利蝦屬未定種（Stanleycaris sp.），存放在堪薩斯大學自然史博物館（University of Kansas Natural History Museum）的堪薩斯大學生物多樣性研究所（University of Kansas Biodiversity Institute）。
清江史丹利蝦的化石產自中國河北省長陽土家族自治縣西北方約4公里水井沱地層（Shuijingshuo Formation）的津洋口村剖面（Jinyangkou Section）。目前僅發現一塊化石標本，編號JY-1773AB。其保存了一對前附肢和側面骨片。

## 型態

### 頭部

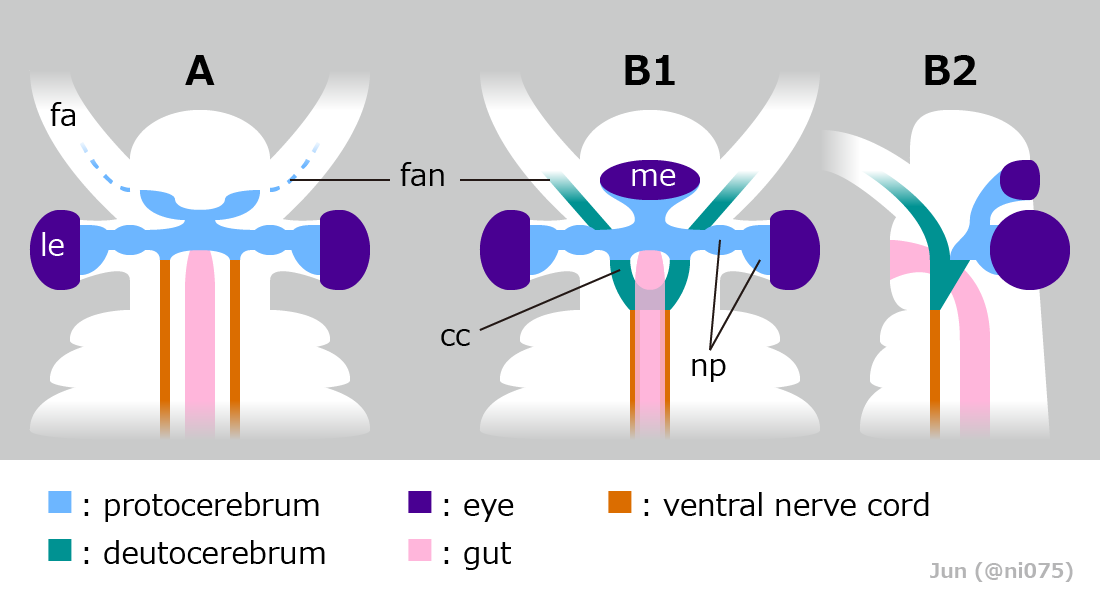
放射齒目的頭部的神經構造 (Note: 以下為圖中出現的術語和區域
- cc：環食道神經連結
- fa：前附肢
- fan：前附肢神經
- le：側眼
- me：中眼
- np：視覺神經纖維網
：原腦/前腦
：第二腦/中腦
：腹神經索
：眼睛（包含側眼和中眼）
：消化道)：
（A）2014年根據里拉琴蟲的構造提出的構造圖
（B）經史丹利蝦更新的版本

其頭部占了大約全長的15%，有三個眼睛和半球狀的骨片，還有一對前附肢向前延伸，在腹側有一個口錐（oral cone放射齒目專有的口器）。

#### 眼睛與神經系統
頭部的兩側和中間都有眼睛。側眼（lateral eye）呈類球狀，直徑約是頭部長度的40%。側眼由眼柄（eyestalk）從頭部背緣和腹緣的中間橫向突出。中眼（median eye）呈橢圓形，位在骨片的後面。每個眼睛高達1000個小眼（ommatidia），少於加拿大奇蝦的24,000個或是布氏針鼴蝦的13,000個。
側眼內部以卵形的視覺神經纖維網（optic neuropil）構成，其邊緣與眼睛外層平行；眼柄裡還有更小的球狀神經纖維網；並可能以神經突相連。眼睛之間以原腦（protocerebrum，又稱前腦，與眼睛相關的神經系統）連接。眼睛的表面和神經纖維網中間為新月形的灰色部分，可能是視網膜（retina）。中眼內也有神經纖維網，由一根細長的神經連接至原腦。神經還有向前附肢延伸，且延伸至更深處的刺。另有神經從頭部像前附肢延伸；當前附肢伸展時，前附肢神經可能會延伸至視神經前處。腹側有一對細長且平行的腹神經索（ventral nerve cord）。

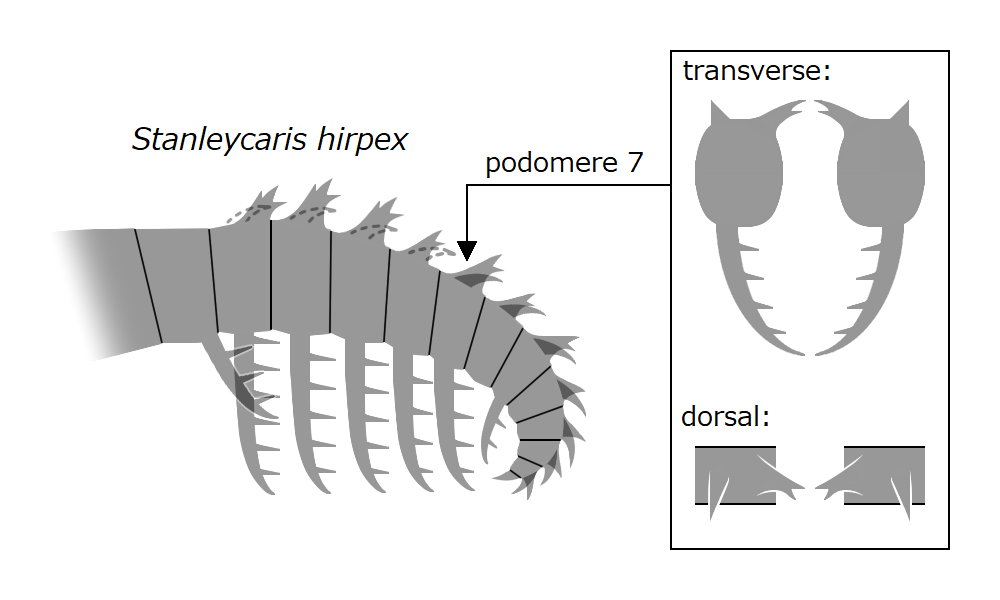
史丹利蝦的前附肢復原圖，左上側為第七節的剖面圖，下為側視圖

#### 前附肢
前附肢長3.5毫米至35.2毫米，總共有14節，尺寸隨著向後逐漸變細。其中最前面的兩節都比其他節高。最後一節是一根刺，高度僅為第一節的15%。每節寬度約為高度的一半，所以外觀近乎梯形或長方形。每節的內側、中間和外側最多三個向外刺狀突出。化石中的前附肢末端形狀多變，研究人員推測末端較為靈活。
第二節至第七節和第九節的腹側都有向下突出的棘刺，稱為前附肢棘（endite）。第三節至第七節的前附肢棘，長度幾乎是每節寬度的三倍。第二節的前附肢棘是斜，向前附肢的末端突出，長度與該節等高。而第三節的前附肢棘幾乎垂直，長度並與其節高約1.7倍。第九節的前附肢棘最短，長度只有第七節的一半。

第三節至第十三節的內側有刺狀突起，稱作顎刺（gnathite）。

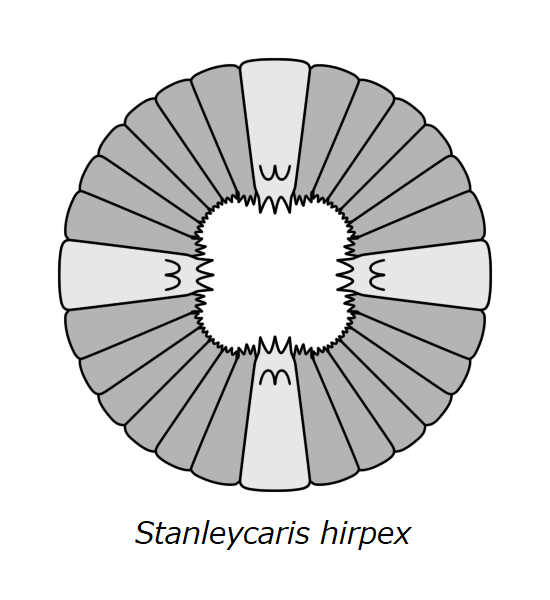
史丹利蝦的口錐復原圖

#### 口錐
口錐非常大，其直徑約是整個頭部的75%，中間的開口長度占了整個直徑的0.4倍。口錐有28塊平滑的齒板。其中兩側的大齒板比上下的小齒板還有寬些。每個大齒板的內緣有三個齒狀凸出物，且其上有兩個三角形的凸起，稍微靠近齒板的邊緣，而比較小的沒有。大齒板與大齒板之間隔著六個小齒板。化石上還保存口錐連接著消化器官。

### 身體
身體共有十七個體節，每個體節都配有一對的扇鰭（flap，放射齒目物種的游泳構造，類似魚鰭）。第一節至第四節會逐漸增寬，到第四節時會最寬，第五節會逐漸縮小。每個扇鰭都會沿著其附著的部分從前向後並向下傾斜，再從側後方凸出。扇鰭會重疊在前一個扇鰭上。扇鰭外觀類似三角形，側面突出。扇鰭的尺寸隨著體節縮小而變窄。身體的末端還有細長、堅硬的四根尾鬚（caudal filiform blade），長度佔了全身的30%。史丹利蝦的腹側表面有薄片狀結構（lamellae），稱作鰓（gill）。這些薄片狀結構從體節的腹側延伸至扇鰭的基部。其長度約是體節寬度的一半，並會延伸至扇鰭時將逐漸縮小。

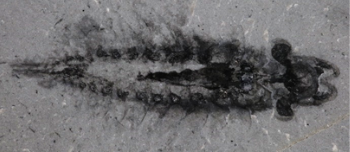
史丹利蝦的全身化石照片

### 消化系統
在化石上，史丹利蝦的身體有一條黑色區域，該區域是史丹利蝦的消化道。其分為三個部分：前腸（foregut）、中腸（midegut）和後腸（hindgut）。前腸從口錐連接至第三個體節，並帶有縱向條紋。中腸尺寸向後逐漸變小，內部有細微彎曲的條紋。中腸從第三節延伸至最後一節。剩餘較短部分為其後腸，而最後連接至肛門，且有著未分化的胃。內部還有可能是心臟或是心包的殘留組織。

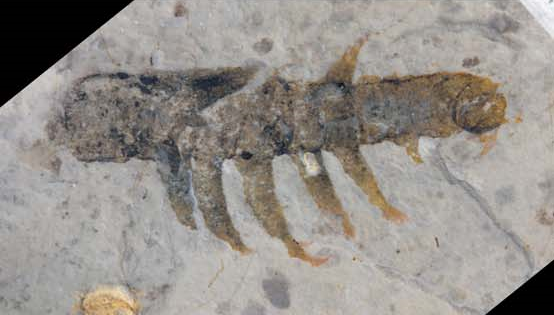
KUMIP 153923的照片，曾經被認為是葉足動物的全身化石

## 分類

### 誤認
1985年，理查德·A·羅賓遜（Richard A Robison）發表一個編號為KUMIP 153923標本，並將其定為埃謝櫛蠶屬（Aysheaia）的一個新種－延長埃謝櫛蠶（Aysheaia prolata）。2017年，艾莉森·C·戴利、史蒂芬·帕茨和哈維爾·奧爾特加-赫南德茲將此與史丹利蝦的前附肢化石進行比較，形態上皆有11節且刺的大小和數量一致。三人將其認定此化石維史丹利蝦，使「延長埃謝櫛蠶」成為一個疑難名（nomen dubium）。

## 資料來源
1. ↑  吴雨; 傅东静; 张兴亮.  . 自然杂志. 2025: 1-9 （中文（中国大陆））.
2. 1 2 3 4 5  Caron, Jean-Bernard; Gaines, Robert R.; Mángano, M. Gabriela; Streng, Michael; Daley, Allison C. . Geology. 2010-09, 38 (9)  [2024-05-25]. ISSN 1943-2682. doi:10.1130/g31080.1. （原始内容存档于2020-06-21） （英语）.
3. 1 2 3 4  Wu, Yu; Pates, Stephen; Zhang, Mingjing; Lin, Weiliang; Ma, Jiaxin; Liu, Cong; Wu, Yuheng; Zhang, Xingliang; Fu, Dongjing.  (PDF). Papers in Palaeontology. 2024-07, 10 (4). ISSN 2056-2799. doi:10.1002/spp2.1583 （英语）.
4. 1 2 3 4 5 6 7 8 9 10 11  Moysiuk, Joseph; Caron, Jean-Bernard. . Current Biology. 2022-08, 32 (15)  [2024-07-17]. ISSN 0960-9822. doi:10.1016/j.cub.2022.06.027. （原始内容存档于2024-07-17） （英语）.
5. 1 2 3 4 5 6 7 8  Moysiuk, Joseph; Caron, Jean-Bernard. . Paleobiology. 2021-05-17, 47 (4). ISSN 0094-8373. doi:10.1017/pab.2021.19 （英语）.
6. 1 2 3 4  Caron, Jean-Bernard; Gaines, Robert R.; Mángano, M. Gabriela; Streng, Michael; Daley, Allison C. . Geology. 2010-09, 38 (9). ISSN 1943-2682. doi:10.1130/g31080.1 （英语）.
7. 1 2 3 4 5  Pates, Stephen; Daley, Allison C.; Ortega-Hernández, Javier. . dx.doi.org. 2018-03-03  [2024-05-21]. （原始内容存档于2023-04-10） （英语）.
8. 1 2  Vintaned, José Antonio Gámez; Zhuravlev, Andrey. . Researchgate. 2018-03-03  [2025-03-03] （英语）.
9. 1 2 3  Moysiuk, Joseph; Caron, Jean-Bernard. . Current Biology. 2022-08, 32 (15)  [2024-07-17]. ISSN 0960-9822. doi:10.1016/j.cub.2022.06.027. （原始内容存档于2024-07-17） （英语）.
10. 1 2  Pates, Stephen; Daley, Allison C.; Ortega-Hernández, Javier. . dx.doi.org. 2017-08-18  [2024-05-25] （英语）.
11. ↑  Robison, R. A. "Affinities of Aysheaia (Onychophora), with description of a new Cambrian species." Journal of Paleontology (1985): 226-235.

## 註
1. ↑  史蒂芬地層厚度全長約為32.8公尺，而較薄的地方就是發現標本的地方，而較厚的地方在之後的研究也有發現史丹利蝦的蹤跡。
2. ↑  編號開頭的ROM是皇家安大略博物館的簡寫
3. ↑  以下為圖中出現的術語和區域
  - cc：環食道神經連結
  - fa：前附肢
  - fan：前附肢神經
  - le：側眼
  - me：中眼
  - np：視覺神經纖維網

 ：原腦/前腦
 ：第二腦/中腦
 ：腹神經索
 ：眼睛（包含側眼和中眼）
 ：消化道